# Handwerksgerechtigkeit
Handwerksgerechtigkeit (auch: Meistergerechtigkeit) (frühneuhochdeutsch) bezeichnet das Umgangsrecht einer Zunft und damit das erworbene oder bewilligte Recht, ein Handwerk selbständig auszuüben.
Die Handwerksgerechtigkeit konnte vererbt werden und entweder durch Heirat mit Meisterwitwen bzw. berechtigten Meistertöchtern oder käuflich erworben werden. Ihr Preis war verhandelbar oder amtlich festgelegt. Beispielsweise hatten laut Ratsbeschluss vom 2. Dezember 1606 in Frankfurt am Main zugezogene Lohgerber, die dort als Zunftmeister tätig werden wollten, für die Handwerksgerechtigkeit 10 Gulden, 10 Schilling und zwei Viertel Wein zu entrichten. Sofern der Bewerber mit einer Frau zuzog, wurden weitere Geld- und Sachleistungen fällig. Um die in diesem Zusammenhang entstandene finanzielle Belastung gleichsam wieder abzumildern, war es in Augsburg Gebrauch, Meistern im ersten Jahr nach Erlangung der Gerechtigkeit Steuerfreiheit zu gewähren.
Die Handwerksgerechtigkeit war nicht frei handelbar, da eine Übertragung der Erlaubnis der jeweils zuständigen Zunft bedurfte. Selbst ein Veräußerungswunsch mit dem Ziel einer Versorgung aufgrund Berufsunfähigkeit wurde dabei nicht immer als unmittelbar hinreichender Übertragungsgrund anerkannt.